# Contea di Lingao
La contea di Lingao (临高县S, Língāo XiànP) è una città-contea della Cina, situata nella provincia di Hainan].